# Мартуни (река)
Мартуни (јерм. Մարտունի) је јерменска река која протиче кроз марзеве Вајоц Џор и Гехаркуник. 
Извире на надморској висини од 3.300 метара на северу марза Вајоц Џор. Занимљива је по реткој природној појави која се назива бифуркација јер се након извора рачва у два крака. Северни Мартуни има дужину тока од 30 km и тече ка северу, где се улива у језеро Севан, док краћи Јужни Мартуни (дужине тока 12 km) тече ка југу, ка реци Ехегис. Оба тока чине једну реку која се назива Мартуни и чија укупна дужина је 42 km. 
Река је веома богата рибом и позната је по спортском риболову.